# Chikkagangawadi, Ramanagara
Chikkagangawadi là một làng thuộc tehsil Ramanagara, huyện Ramanagara, bang Karnataka, Ấn Độ.